# Scleromochlus
Scleromochlus es un género extinto de un pequeño avemetatarsaliano de finales del período Triásico. Siendo un animal ligero y corredor, su posición filogenética ha sido debatida; diferentes análisis lo han considerado como un ornitodiro muy basal, el taxón hermano de los pterosaurios (dentro del clado Pterosauromorpha), o un miembro basal de Avemetatarsalia que se situaría por fuera de Ornithodira.
Scleromochlus es un género monotípico (de especie única), cuya especie tipo es S. taylori.

## Descubrimiento

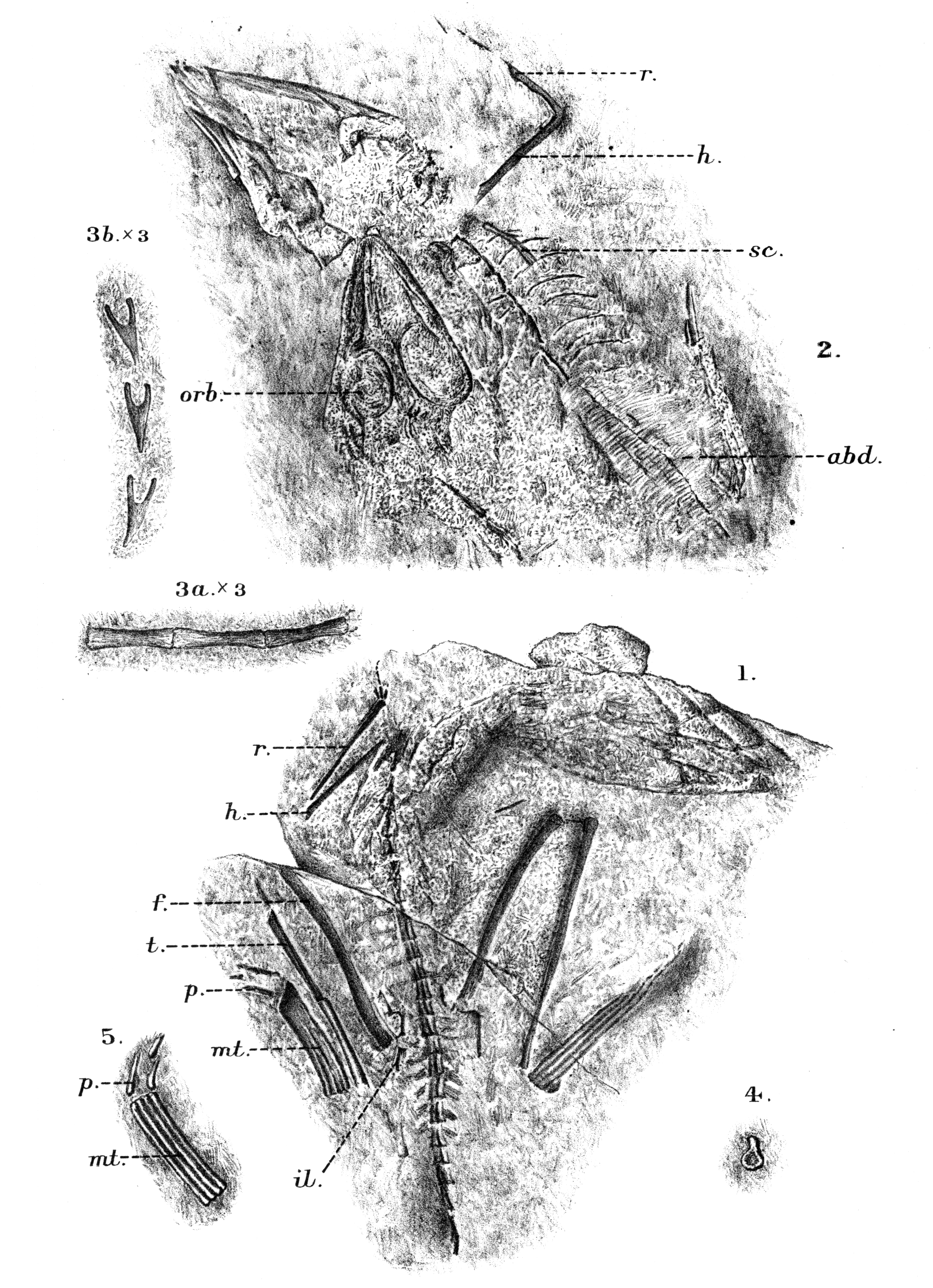
Litografía del holotipo, 1907

Sus fósiles se han hallado en una formación geológica del Carniense en Lossiemouth, Escocia. El holotipo es BMNH R3556, un esqueleto parcial preservado como una impresión en una arenisca; parte del cráneo y la cola no se preservaron.

## Descripción

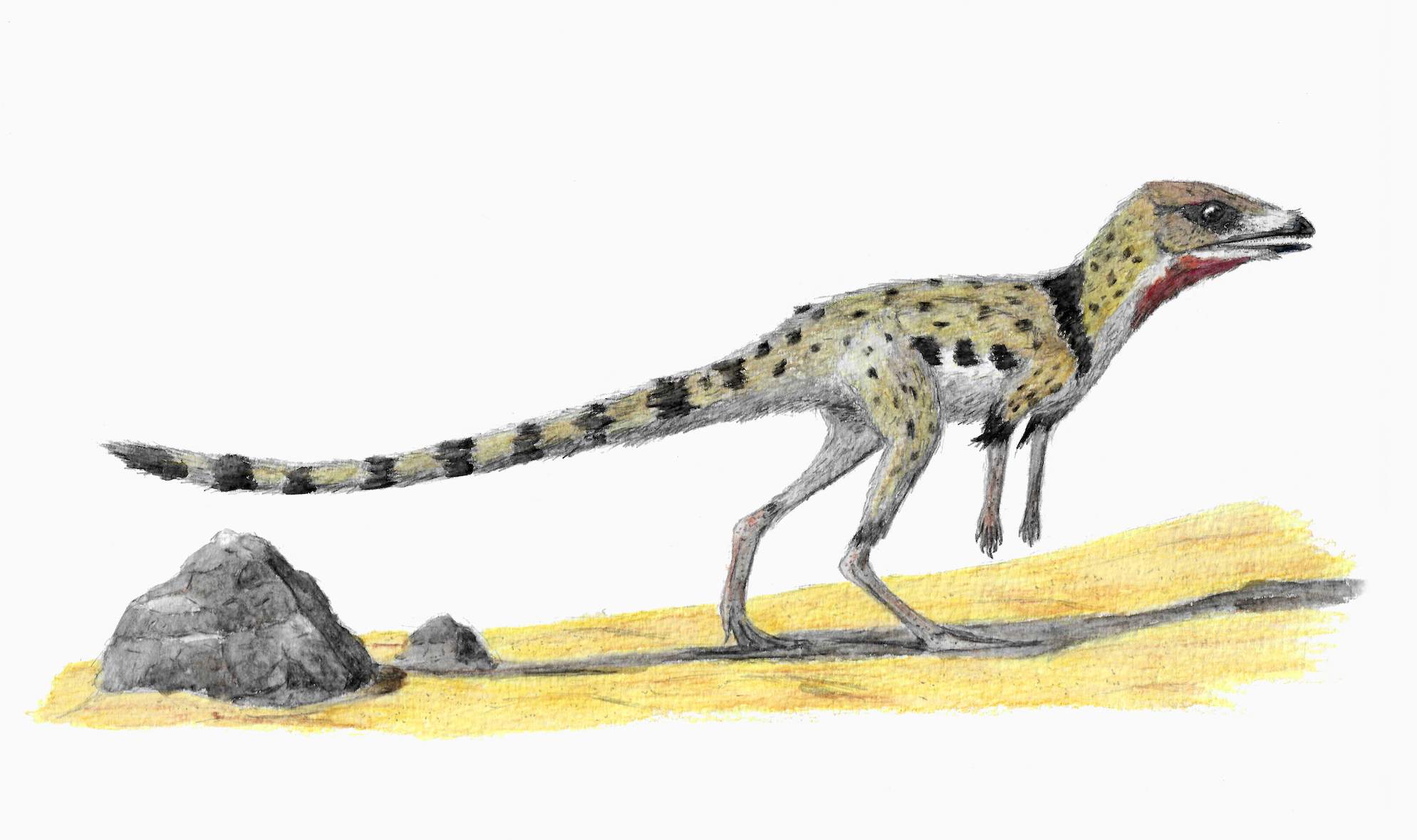
Reconstrucción de Scleromochlus como un pterosauromorfo, basada en el análisis de Foffa, 2022. La presencia de filamentos se basa en su cercanía a los pterosaurios.

Scleromochlus taylori medía cerca de 181 milímetros de largo, con alargados miembros posteriores; pudo haber sido capaz de una locomoción tanto a cuatro como a dos patas. Algunos estudios sobre su forma de andar sugerían que se dedicaba a saltar de forma plantígrada como un canguro o una liebre saltadora; por otro lado, una revaluación de Scleromochlus realizada en 2020 por Bennett sugería que se trataba de un "saltador cuadrúpedo en análogo a las ranas". Si Scleromochlus está realmente relacionado con los pterosaurios, esto puede ofrecer una idea de cómo evolucionaron estos últimos, ya que los primeros pterosaurios también muestran adaptaciones para la locomoción saltatoria.
En una nueva interpretación de 2022, obtenida a partir de un análisis más completo de los restos conocidos, se determinó que Scleromochlus habría sido un animal corredor (cuadrúpedo o bípedo). El esqueleto reconstruido del animal no mostraba adaptaciones para una locomoción saltadora o un estilo de vida arborícola, descartando así hipótesis anteriores.

## Clasificación

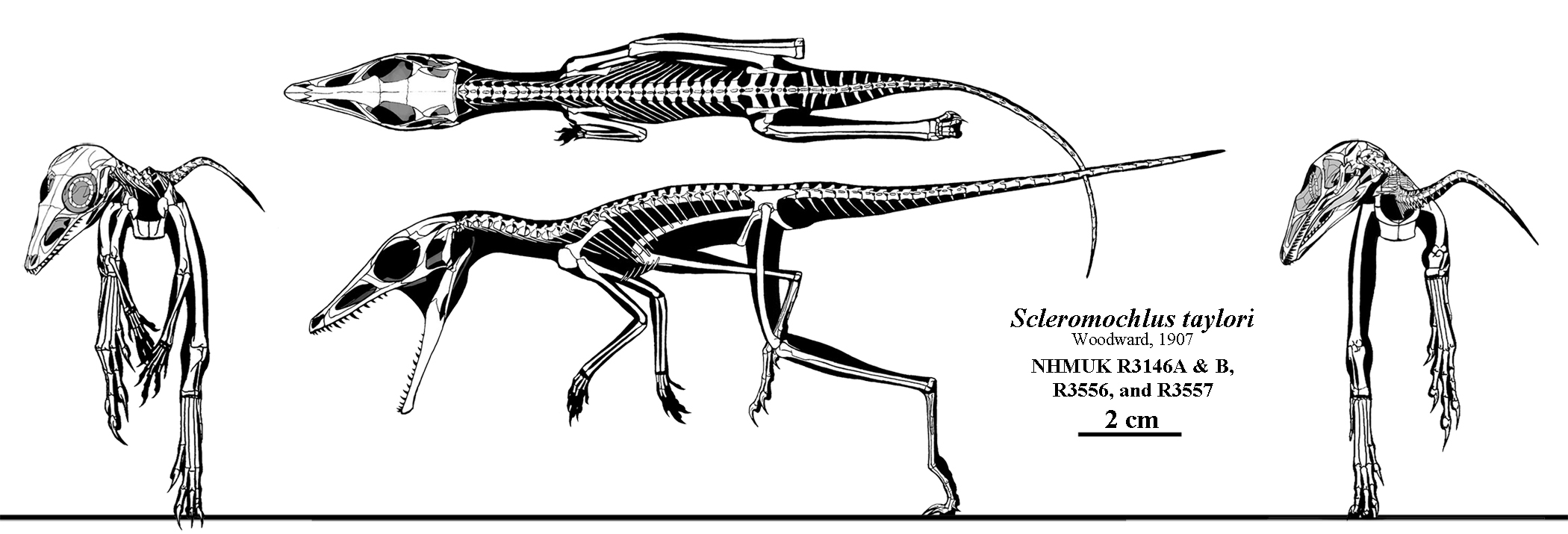
Reconstrucción hipotética del esqueleto

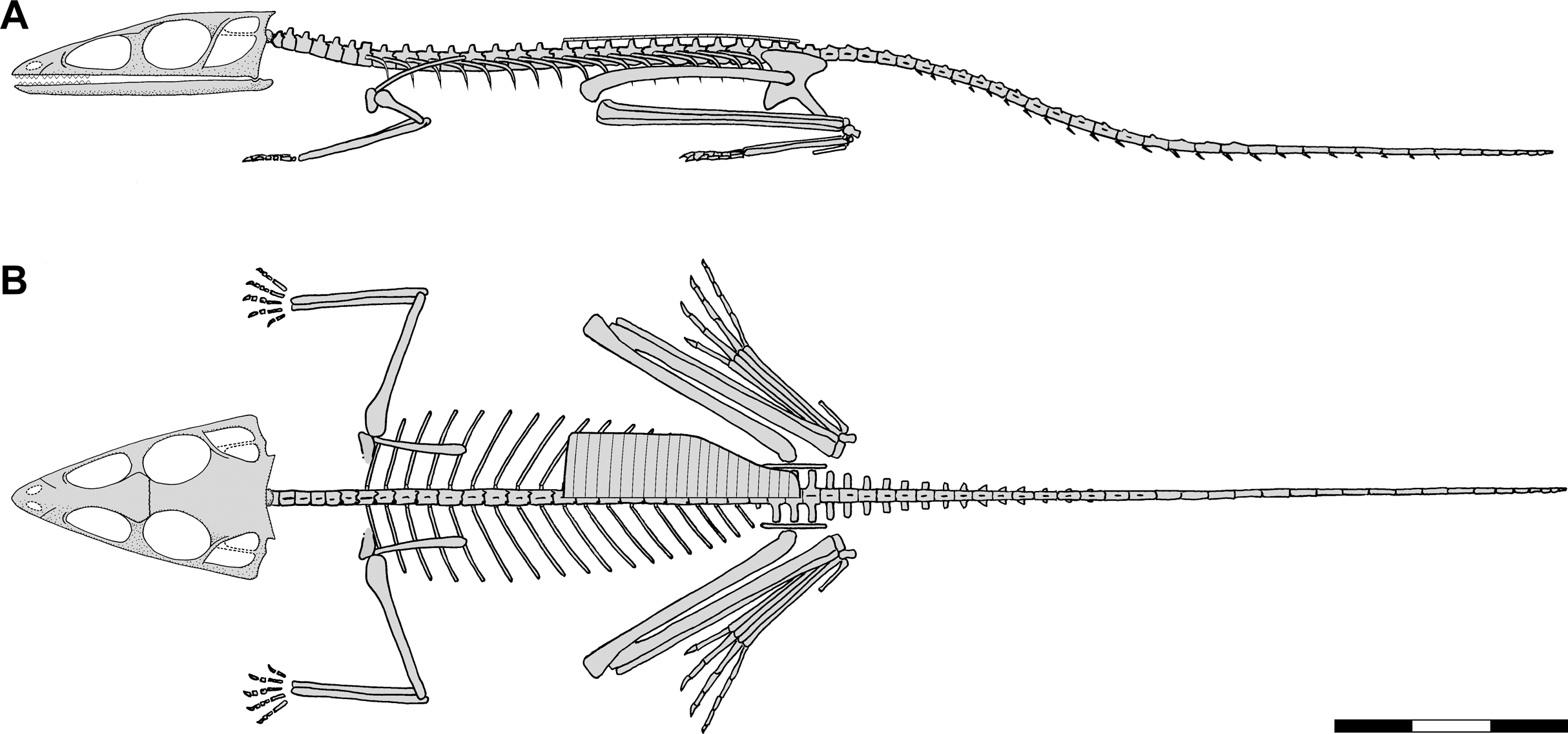
Reconstrucción del esqueleto como arcosauriforme basal (de Bennett, 2020)

Un animal corredor de constitución ligera, su posición filogenética ha sido debatida; ya que diferentes análisis han encontrado que podría ser el ornitodiro más basal, el taxón hermano a Pterosauria, o un miembro basal de avemetatarsalia que se encuentra fuera de Ornithodira. En los análisis filogenéticos realizados por Nesbitt et al. (2017) Scleromochlus se recuperó como miembro basal de Dinosauromorpha o como un avemetatarsaliano basal no afanosaurio, ni pterosaurio. Sin embargo, los autores enfatizaron que calificar Scleromochlus fue un desafío dado el pequeño tamaño y la mala conservación de los fósiles, y afirmaron que no pudo calificar para muchos de los caracteres importantes que optimizan la base de Avemetatarsalia.
En 2020, Bennett interpretó que Scleromochlus posee ciertas características, incluidos los osteodermos y una morfología crurotarsal del tobillo, lo que sugiere que Scleromochlus no estaba estrechamente relacionado con los ornitodiros. En cambio, defendió una posición de Scleromochlus entre los Doswelliidae o en otros lugares entre los miembros basales de los Archosauriformes.
Sin embargo, en 2022 Davide Foffa y su equipo reconstruyeron un esqueleto completo del animal, realizando escáneres mediante microtomografía computarizada de los 7 especímenes conocidos. Esta reconstrucción permitió realizar un nuevo análisis filogenético, el cual respaldaba la hipótesis de que Scleromochlus fue miembro del grupo Pterosauromorpha, bien como miembro de la familia Lagerpetidae (también considerada parte de este grupo en 2020) o como un grupo hermano de esta familia y de los pterosaurios. Según este análisis, las clasificaciones alternativas de estudios anteriores estaban basadas en interpretaciones erróneas de características anatómicas incompletas o ambiguas.